# Cirsium filipendulum
Cirsium filipendulum é uma espécie de planta com flor pertencente à família Asteraceae. 
A autoridade científica da espécie é Lange, tendo sido publicada em Videnskabelige Meddelelser fra Dansk Naturhistorisk Forening i Kjøbenhavn 1861: 92. 1861.
Distingue-se do cardo-dos-brejos por, ao contrário dele, possuir folhas caulinares bastante desenvolvidas. O cardo-dos-brejos, por seu turno, tem as folhas basais mais desenvolvidas, do que os cardos da espécie filipendulum.

## Portugal
Trata-se de uma espécie presente no território português, nomeadamente os seguintes táxones infraespecíficos:
- Cirsium filipendulum subsp. filipendulum - presente em Portugal Continental. Em termos de naturalidade é nativa da região atrás referida. Não se encontra protegida por legislação portuguesa ou da Comunidade Europeia.
- Cirsium filipendulum subsp. grumosum - presente em Portugal Continental. Em termos de naturalidade é nativa da região atrás referida. Não se encontra protegida por legislação portuguesa ou da Comunidade Europeia.